# Nana d'Iberia
Nana (in georgiano ნანა?; Ponto, ... – Mtskheta, ...; fl. III-IV secolo) fu una regina consorte del Regno di Iberia, seconda moglie di Mirian III nel IV secolo.
Per il suo ruolo nella conversione dei georgiani al cristianesimo, è considerata santa dalla Chiesa ortodossa georgiana ed è canonizzata come santa pari agli apostoli Regina Nana (in georgiano: წმინდა მოციქულთასწორი დედოფალი ნანა, romanizzato: ts'minda motsikultasts'ori dedopali nana).

## Biografia
Secondo le cronache georgiane, Nana proveniva "da un territorio greco, dal Ponto, era la figlia di Oligotos" e Mirian la sposò dopo che la sua prima moglie morì (nel 292, secondo Cyril Toumanoff). Nana diede a Mirian tre figli: Rev II, Aspacure (Varaz-Bakur) e una figlia anonima che sposò Peroz, il primo dinasta Mihranide di Gugark. Il Ponto potrebbe riferirsi al regno del Bosforo, allora uno stato cliente dell'impero romano. Toumanoff ritiene che il nome del padre di Nana possa essere una corruzione georgiana di "Olimpio" od "Olimpo", un dinasta bosforano il cui figlio Aurelio Valerio Sogo Olimpiano, un governatore romano di Teodosia, è noto da un'iscrizione dedicata al "Dio Altissimo" per commemorare la costruzione dell'edificio della casa della preghiera ebraica. In alternativa, Christian Settipani identifica Nana come la figlia più giovane di Teotorse, un re bosforano.

### Conversione
Le fonti medievali georgiane raccontano che Nana era stata una convinta pagana e disprezzava la predicazione cristiana, finché non fu miracolosamente guarita da una terribile malattia e successivamente convertita da una missionaria cristiana cappadociana, Nino. Lo studioso romano Tirannio Rufino, che scrisse la sua storia mezzo secolo dopo la conversione degli iberici sulla base del racconto orale di Bacurio l'Iberico, menziona anche una regina degli iberici senza nome che fu guarita da una donna, una captiva cristiana. Grazie al ministero di Nino, anche il re Mirian si convertì intorno al 337 e il cristianesimo divenne una religione ufficiale in Iberia. Nana sopravvisse al marito di due anni e morì, secondo la cronologia di Toumanoff, nel 363. È stata canonizzata dalla Chiesa georgiana. Si ritiene che Nana e Mirian siano stati tradizionalmente sepolti nel convento di Samtavro a Mtskheta, dove le loro tombe sono ancora visibili.